# 無辺流
無辺流（むへんりゅう）は、盛岡藩で伝えられてきた古武道の槍術の流派である。正式名称を「無辺要眼流棒術」という。

## 概要
- 棒術、長刀術等からなり、諸賞流別伝縄術も共に伝えられている。 現在も岩手県盛岡市で伝承されており、昭和54年（1979年）8月1日、諸賞流と共に盛岡市指定無形文化財の指定を受けている。
- 出羽の国（秋田県）の大内無辺が流派の開祖。無辺の甥・山本宗茂の代に江戸へ出て山本無辺流に伝承され江戸時代に根付いた。